# Разбор руин в Галвестоне в поисках мёртвых тел
«Разбор руин в Галвестоне в поисках мёртвых тел» (англ. Searching Ruins on Broadway, Galveston, for Dead Bodies) — американский короткометражный документальный фильм Джеймса Стюарта Блэктона.

## Сюжет
Сотни тел спрятаны на востоке Галвестона и их запах можно почувствовать за много миль. Группа рабочих расчищают завалы в поисках этих трупов.